# 携帯電話料金の障害者割引
携帯電話料金の障害者割引（けいたいでんわのしょうがいしゃわりびき）は、携帯電話料金の割引サービスの一つ。NTTドコモではハーティ割引（ふれあい割引）、auではスマイルハート割引、ソフトバンクモバイルではハートフレンド割引、セレクトモバイルではプライオリティ割引と称される。
ウィルコムのPHSでは「ハートフルサポート」がそれに相当するので、あわせて記載する。

## 概要
障害者手帳の交付を受けている人が適用対象の基本料金･通話料･通信料等が割引になるサービス。各社料金プランの複雑化、低料金化が進み、割引サービスの恩恵が薄くなり、場合によっては割高になってしまう場合がある（そのためか、2008年以降同サービスの改定も開始されている）。
このサービスは1名義あたり1回線までと決められており、年間割引サービスなどのように1名義で複数の契約はできない（かつて存在したNTTドコモの各地域会社で契約した場合も、全国で1名義につき1回線のみ）。

## 各社の詳細
このサービスの利用には上記の「障害者手帳」の提示と申し込みが必要だが、定額料金等はかからない。だがこのサービスに加入すると、携帯電話の基本料金から割引され、年間割引サービスや継続割引サービスや縛りの対象外になる。
なお、2025年8月時点で移動体通信事業者（MNO）のうち、楽天モバイルについては障害者割引サービスは導入されていない。

### ハーティ割引（ふれあい割引）（NTTドコモ）
特定疾患医療受給者証、特定疾患登録者証を交付されている人も割引の対象となる。
- 基本使用料の割引
  - 基本使用料（FOMA・Xiの場合） - 60%割引（健常者の割引後のプランに比べて20％割引）
  - 無料通話分 - そのまま
- 通話料金の割引

テレビ電話通信料が音声通話料と同額になる（音声通話は割引なし）
- 携帯メール・データ通信料金の割引

なし
- 各種サービスの割引

60%割引（コンテンツ情報料などを除く）
電話番号案内「104」の通話料・案内料が無料となる
- 備考

新規契約／名義変更（以上、同時に申し込んだ場合に限る）／電話機変更／FOMA・Xi間の契約変更時の契約事務手数料が無料になる。
パケットパックやパケ・ホーダイ（パケ・ホーダイダブル）などと重複で加入できるが、この分の割引はない。
ひとりでも割50と重複加入できない。そのため二年縛りの影響を受けない。
ファミリー割引とも重複で加入できるが、ファミリー割引による基本料金に関する割引は無くなる（家族間通話、メール無料「テレビ電話60%引き」といった通信料などはファミリー割引の対象になる）。
タイプシンプル学割との併用も可能（受付期間は2010年2月1日から5月31日まで）。
このサービスに加入すると、通常中学生以下と60歳以上を対象にしている「ファミリーワイド」・「ファミリーワイドリミット」に、年齢に関係なく加入できた（2010年3月31日で新規受付終了）。

### スマイルハート割引（au）
au回線を利用したセレクトモバイルの「プライオリティ割引」も、ほぼ同様。
特定疾患医療受給者証、特定疾患登録者証を交付されている人も割引の対象となる。
- 基本使用料の割引
  - 基本使用料 - だれとでも定額と同じく半額（基本料金からの割引はない）
    - カケ放題プランは1,700円割引（誰でも割適用時と比べて200円引）

  - 無料通話分 - そのまま（2008年2月利用分までは、半額）
- 通話料金の割引（テレビ電話を含む）
  - au電話・特定MVNO事業者（セレクトモバイル）携帯電話・一般電話 - 50%割引
  - 他社携帯電話・PHS - 20%割引
- メール料金の割引

50%割引（Cメール（SMSのこと）に限る）
- 各種サービスの割引

電話番号案内「104」の通話料・案内料が無料となる
- 備考

ガク割・誰でも割との併用不可。2015年11月16日までは一年単位の年間契約であったため、フルサポートコースではない場合、更新月以外での契約解除には解除料3,240円（税込か不課税かは争いあり＜確定申告時に税務署に要確認＞）がかかっていた。
2008年5月利用分からは無料通話くりこしサービス「無期限くりこし」が適用。
家族割との併用により、2008年3月利用分からは家族割グループ間の通話およびＣメールは無料（テレビ電話通話料は60%割引）となった。また無料通話の分け合いは、2008年5月利用分から可能となった。
2009年8月10日新設の「指定通話定額」との併用が可能で、「家族割」と両方併用すれば、家族割グループ間＋指定するau携帯電話3件が家族割と同様に、通話およびCメールが無料（テレビ電話通話料は60%割引）となる。ただし、双方が無料通話対象となる為には、お互いのau電話番号を各自指定する必要がある。
2010年春に実施されたガンガン学割との併用可能。ただし、基本料の割引は無い。

### ソフトバンクモバイル

#### ハートフレンド割引
特定疾患医療受給者証、特定疾患登録者証を交付されている人も割引の対象となる。
ゴールドプランの場合、ハートフレンド割引は適用されない。

##### スマ放題
スマ放題の場合、2年契約なしの月額料金のみ一律1,700円割引(2年契約は併用不可)ホワイト学割との併用はできない。
- 基本使用料の割引
  - 基本使用料 話し放題プラン（スマートフォン）4,200円 通話し放題プラン（3Gケータイ）（ソフトバンク3G携帯電話）3,700円　タブレットプラン（タブレット）3,200円/月から各1,700円割引（税別）
- 通信料金の割引
  - TVコール -
- パケット料金の割引
  - 割引なし
- 備考
  - スマ放題専用2年契約には加入できない。
  - 新規契約事務手数料(3,000円)、契約変更手数料(3,000円)、機種変更手数料(2,000円)、譲渡の手数料(1,800円)が免除となる。
  - 電話番号案内「104」の通話料・案内料が無料となる（「スマイルコール」、要別途申込、身体障害者手帳・戦傷病者手帳所持者の一部（NTT東日本・西日本「ふれあい案内」と同じ条件）[要検証 – ノート][1]、療育手帳・精神障害者保健福祉手帳の所持者のみ）。
  - 加入時は日割りになるが、解約時は基本料金は日割りせず、ハートフレンド割引のみ前日までの日割り計算となる。月の初めに辞めた場合、基本料金のみ全額発生、ハートフレンド割引はないことになり不利になる。また、月末付での解約は前日付けでの解約となるため、単純に2,000円とはならず、（例：9月20日に解約した場合　9月19日付解約、（8月20日ー9月19日　通話し放題プラン（3G）　3,700円（日割不可）　ハートフレンド割引（8月20日-9月19日）-1646円（日割）になる）、9月21日解約は、9月20日付で解約をするが、その場合は翌料金月の通話し放題プラン3Gの全額を頂き、ハートフレンド割引は割引無つまり3,700円かかるということになる。実際には完全にハートフレンド割引が適用される場合は翌料金月の最初に該当のプランに加入している場合だけである。ただし、料金プランの変更の場合（例：通話し放題（3G)→ホワイトプランの場合）は規約上は請求月の最後の日を以て終了となっているが、システム上は月末解約の例として取り扱われてしまう場合があるのでその場合は申告が必要である（通常は翌料金月から相殺、翌月がハートフレンド割引などあまりにも少額のプランの場合は応相談、別途口座にて返金になる可能性が高い）。

##### ホワイトプラン、ホワイトプランN、ホワイトプラン(i)
ホワイトプラン各種の場合は、twitter上で行われた要望に答える形で、2010年6月1日（火）より受付を開始した。ホワイト学割との併用はできない。
- 基本使用料の割引
  - 基本使用料 無料
- 通信料金の割引
  - TVコール - 国内通信料半額（19.44円/30秒税込）音声通話は割引なし
- パケット料金の割引
  - パケットし放題、パケットし放題S for スマートフォン - 下限料金が0円
- 備考
  - ホワイトプランNの2年契約の契約解除料(10,260円税込か不課税かは争いあり＜確定申告時に税務署に要確認＞)が免除となる。
  - 新規事務手数料、契約変更手数料等は無料にならないため、回避するためには最初だけスマ放題３Gまたはスマ放題ライト３Gに加入する必要がある。一番維持費が安いのは３１日ある利用月の締め日の末日にスマ放題ライト３Gに加入することである。最小の維持費は消費税ユニバーサル料込で３６円となる。つ
  - 電話番号案内「104」の通話料・案内料が無料となる（「スマイルコール」、要別途申込、身体障害者手帳・戦傷病者手帳所持者の一部（NTT東日本・西日本「ふれあい案内」と同じ条件）[要検証 – ノート][1]、療育手帳・精神障害者保健福祉手帳の所持者のみ）。

##### ブループラン
ブループランの場合、基本的にはNTTドコモのハーティ割引（ふれあい割引）とほぼ同一内容であるが、一部に相違がある（2008年6月1日以前のハーティ割引と似ている）。ブループラン・バリューにも適用可能である。
- 基本使用料の割引
  - 基本使用料 - 50%割引
  - 無料通話分 - そのまま
- 通話料金の割引

なし
- メール料金の割引

なし
- 各種サービスの割引

各種サービスの割引は見られない
電話番号案内「104」の通話料・案内料が無料となる（「スマイルコール」、要別途申込、身体障害者手帳・戦傷病者手帳所持者の一部（NTT東日本・西日本「ふれあい案内」と同じ条件）、療育手帳・精神障害者保健福祉手帳の所持者のみ）。
- 備考

このサービスに加入すると、通常中学生以下と60歳以上を対象にしている「キッズ・シニアプラン」に、年齢に関係なく加入できる。
新規契約／電話機変更／契約変更時の手数料が無料になる。
パケット定額やパケットし放題などと重複で加入できるが、この分の割引はない。
家族割引とも重複で加入できるが、基本料金に関する割引は無くなる（通話料などは家族割引の対象になる）。

##### オレンジプラン
オレンジプランの場合、基本的にはauのスマイルハート割引とほぼ同一内容であるが、無料通話料がそのままから半額となる（2008年2月29日以前のスマイルハート割引と同一内容のままである）。なお、シンプルオレンジにも適用可能であるが、基本使用料の割引はない。
- 基本使用料の割引
  - 基本使用料 - 50%割引
  - 無料通話分 - 半額
- 通話料金の割引
  - 通信先がソフトバンクまたは一般電話 - 50%割引
  - 通信先が上記以外 - 20%割引
- メール料金の割引

50%割引（SMS・スカイメール・ロングメールの場合であり、S!メール(MMS)・スーパーメール・スカイEメール･ロングEメールは対象外）
- 各種サービスの割引

電話番号案内「104」の通話料・案内料が無料となる（「スマイルコール」、要別途申込、身体障害者手帳・戦傷病者手帳所持者の一部（NTT東日本・西日本「ふれあい案内」と同じ条件）、療育手帳・精神障害者保健福祉手帳の所持者のみ）。
その他サービスの割引なし
- 備考

自分割引・学生割引との併用不可。契約期間は適用開始となった月を1ヵ月目として計算し、1年単位の契約更新月以外に契約解除の場合解除料3150円がかかる。
余った無料通話・通信額の翌月以降への繰越しはできない。

#### プライオリティサポート
ボーダフォン時代からの料金プランの利用者について適用される内容である。
なお、旧料金プラン受付終了により、新規申し込みは2007年2月28日、変更は5月31日までである。
- 基本使用料の割引
  - 基本使用料 - 50%割引
  - 無料通話分 - 半額
- 通話料金の割引
  - 通信先がソフトバンクモバイル - 50%割引
  - 通信先がソフトバンクモバイル以外 - なし
  - TVコール - 50%割引
- メール料金の割引

50%割引（スーパーメール以外のすべてのメールサービス）
- 各種サービスの割引

なし

### ハートフルサポート（ウィルコム）
ウィルコムの場合、対象者は障害者だけではなく、以下の人もあてはまる。
- 対象
  - 各種障害者手帳を交付されている人
  - 満60歳以上
  - 社会福祉法で規定された社会福祉事業者、医療法で規定された公的医療機関または医療法人、以上に勤務している人も割引対象
  - 妊娠中の人・小学生以下の子供をお持ちの人も、6年間のみ対象
- 割引対象
  - 新ウィルコム定額プラン・ウィルコム定額プラン 月額2,900円→2,200円